# Prašuma
Prašuma, što doslovno znači  'stara šuma' , tip je vegetacije kojim se nazivaju one šume koje su se od svog nastanka razvijala uz malo (sekundarne) ili bez utjecaja čovjeka (primarne), odnosno nastale su djelovanjem prirode. 
Primarna prašuma je šuma na koju čovjek nije nikada bio utjecao. Za razliku od primarne, sekundarna prašuma je nekad bila gospodarska šuma koju se izuzelo iz gospodarenje te ju se prepustilo neka se samoregulira. S vremenom takva šuma svojim najbitnijim strukturnim
obilježjima postaje slična pravoj prašumi.
U Europi je prašuma stara oko 10 000 godina, što znači da se pojavljuje nakon ledenog doba koje je tu vladalo prije 15 000 godina. Prašume po geografsko-klimatskim karakteristikama dijelimo na nekoliko vrsta, osnovne su tropske kišne šume u tropskim područjima (najpoznatija vrsta), i umjerene (skandinavske, europske i prašume umjerenih i hladnih zona). Imenom džungla u širem smislu označava se tropska kišna šuma a njezino ime dolazi iz sanskrtskog jangala (=pustara).
Na području bivše Jugoslavije nalazi se znatan broj starih prašuma nastalih djelovanjem prirode. Bilo ih je 20, i to 3 u području BIH-a, „Janj“, „Lom“ i „Perućica“. U Sloveniji 4, u Hrvatskoj 6 (Čorkova uvala, Muški bunar, Klepina duliba), u Srbiji 5, i po jedna u Crnoj Gori i Makedoniji. 
Degradacija šuma
Utjecaj civiliziranog čovjeka na prašumu dovodi do njezinih degradacija i konačnih nestanaka, te pojave mladih ili umjetnih šuma, nastalih pošumljavanjem.
Na području Hrvatske degradacija šuma javila se u nekoliko oblika:
- šikara, izostanak diferencijacije između sloja drveća i sloja grmlja. Prvi je degradacijski stupanj. U daljnjoj degradaciji dolazi do pojave
- šibljaka, do koje dolazi zbog utjecaja paše i brsta (koze). Konačna faza je
- krš ili kamenjara, posljednji degradacijski stadij.

## Prašume umjerenih krajeva
U pojasu umjerene klime goleme se prašume nalaze u zapadnoj Rusiji i Kanadi.
U našem susjedstvu znatnija prašuma je Perućica kod Vučeva u jugoistočnom dijelu Bosne i Hercegovine, NP Sutjeski. 

### Hrvatske prašume
Prašume u Hrvatskoj se nalaze ponajviše u dinarskom dijelu, a dvije su u panonskom dijelu Hrvatske. Ukupne su površine 859,95 ha.
- Ramino korito    234 ha   (1 500 ha)
- Čorkova uvala     80 ha
- Muški bunar        43 ha
- Klepina duliba     118 ha
- Devčić tavani (bivša prašuma), Nadžak bilo, Macura
- Prašnik
- Kriva Lisina
- Debeli vrh
- Javorov kal
- Plješevička uvala
- Bijele i Samarske stijene
- Gaćešin varićak (sekundarna prašuma)
- Velika Plješivica-Drenovača
- Velika Plješivica-Javornik-Tisov vrh
- Medvjeđak

## Tropske prašume
U tropskim krajevima i njihovim prašumama, kiše su vrlo obilne. Najveća prašuma na svijetu je tropska Amazonija koja je velika kao kontinent Europa. Ona je stanište brojnih životinjskih vrsta poput leptira, raznih vrsta zmija, zvijeri i drugih vrsta životinja.

## Čovjek osvaja prašumu
Prašume su bogate drvetom, ponegdje i rudama, pa je to navelo čovjeka da osvaja teško pristupačne krajeve. Tropske prašume daju velike količine kaučuka, bambusa, banana itd, a na iskrčenim se mjestima uzgaja riža, šećerna trska, kakaovac, pamuk i drugo bilje. U Južnoj Americi, Indiji i Africi teku kroz džungle velike rijeke (Amazona, Ganges, Kongo, Niger). Kako nema drugih prometnih putova, rijeke služe prometu. U prašumama, kukci ljudima nanesu velike boli, a ipak postoje manja rijetka naselja prašumskih ljudi. Danas se kroz džungle probijaju moderne asfaltirane ceste, ali se dosta prometa obavlja zrakoplovima i helikopterima, jer je lakše graditi zračne luke, nego probijati ceste i željezničke pruge. Sve opsežnije iskorištavanje šuma ugrožava opstanak kisika i život na Zemlji. Računa se da zbog sječe svake godine nestane 11 000 000 hektara tropskih prašuma. Osobito je ugrožena džungla u Amazoniji (Južna Amerika) koja je značajna za zemaljski život, jer svakodnevno u atmosferu ispušta goleme količine kisika. Zato je ta džungla nazvana "zelena pluća svijeta".

## 14. rujna Dan prašuma
14. rujna proglašen je međunarodnim danom prašuma. 